# Konkéra
Konkéra est une localité située dans le département de Boussoukoula de la province du Noumbiel dans la région Sud-Ouest au Burkina Faso.

## Géographie
Konkéra est situé à 5 km au nord-est de Boussoukoula et à 15 km à l'ouest de Batié. La commune est traversée par la route départementale 53, menant à la Côte d'Ivoire dont la frontière est distante de 10 km.

## Santé et éducation
Le centre de soins le plus proche de Konkéra est le centre de santé et de promotion sociale (CSPS) de Boussoukoula tandis que le centre médical avec antenne chirurgicale (CMA) de la province se trouve à Batié.